# Carabus nitens
Carabus nitens es una especie de insecto adéfago del género Carabus, familia Carabidae. Fue descrita científicamente por Linnaeus en 1758.
Habita en Albania, Austria, Bielorrusia, Bélgica, Chequia, Dinamarca, Estonia, Finlandia, Francia, Alemania, Gran Bretaña, Irlanda, Letonia, Lituania, Moldavia, Países Bajos, Noruega, Rumania, Rusia, Eslovaquia, Suecia y Ucrania.
Este escarabajo terrestre alcanza una longitud corporal de 13 a 18 milímetros, lo que lo convierte en una de las especie más pequeñas del género en Europa Central.